# حمام ظلم‌آبادبروجن
حمام ظلم آبادبروجن مربوط به دوره پهلوی اول است و در شهرستان بروجن، بخش مرکزی، شهر بروجن، خیابان پانزده خرداد بروجن واقع شده و این اثر در تاریخ ۲۵ آبان ۱۳۸۷ با شمارهٔ ثبت ۲۳۸۲۳ به‌عنوان یکی از آثار ملی ایران به ثبت رسیده است.